# Késhava

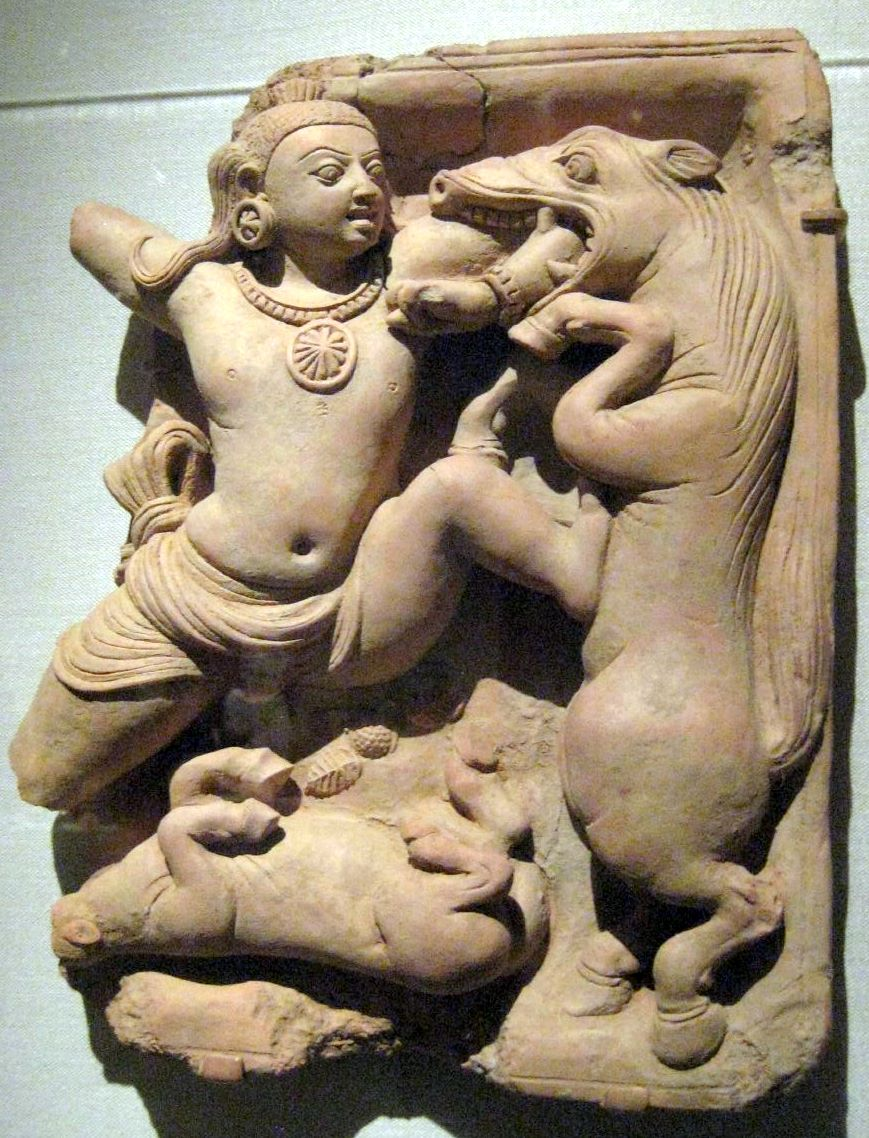
Escultura de terracota india en el Museo Metropolitano

En el marco de la religión hinduista, Késhava es un nombre del dios Visnú o del dios Krisná.
El Señor Késhava es venerado, acorde a sus principios, por aquellas personas que quieren evitar la mala suerte o los malos presagios.
Su consorte es Kirti.

## Nombre sánscrito
- keśava, en el sistema AITS (alfabeto internacional para la transliteración del sánscrito).[2]
- केशव, en escritura devanagari del sánscrito.[2]
- Pronunciación:
  - /keshavá/ en sánscrito[2] o bien
  - /késhav/ en varios idiomas modernos de la India (como el bengalí, el hindí, el maratí o el palí).

### Etimología
El término sánscrito kesha significa ‘cabello’. Entonces Késhava significa:
- ‘que tiene cabello abundante’
- ‘que tiene cabello largo’
- ‘que tiene cabello hermoso’

Según el erudito indio Adi Sankará, en su comentario al Visnú-sajasra-nama, Késhava tiene los siguientes significados:
- aquel cuyo cabello (kesha) es abundante, largo o hermoso;
- señor de la creación, preservación y disolución.
- que destruyó al demonio Keshi (cuando estuvo presente como el avatar Krisná).
- que está dotado de rayos de luz se extienden dentro de la órbita del Sol.
- quien es él mismo los tres: Kah (Brahmá), Ah (Visnú) e Isha (Shivá).